# AOC Châteauneuf-du-Pape

La zona vinícola de Châteauneuf-du-Pape se encuentra dentro del departamento de Vaucluse en el sureste de Francia.

Châteauneuf-du-Pape es una AOC de vino elaborada cerca de la localidad de Châteauneuf-du-Pape en el Ródano meridional en el sureste de Francia. Es la denominación más conocida de la parte sur del valle del Ródano. Los viñedos se ubican en torno a Châteauneuf-du-Pape y las localidades vecinas de Bédarrides, Courthézon y Sorgues entre Aviñón y Orange y cubre poco más de 3200 hectáreas. Aquí se producen alrededor de 110.000 hectolitros de vino al año. Se hace más vino en esta zona que en todo el Ródano septentrional junto.
Un terroir característico de Châteauneuf-du-Pape tiene una capa de piedras llamadas «galets» («guijarros»). Las rocas suelen ser cuarcita y restos de glaciares alpinos que han ido redondeándose a lo largo de milenios por el río Ródano. La piedra retiene el calor durante el día y lo libera por la noche, lo que tiene el efecto de acelerar la maduración de las uvas. Las piedras sirven también como una capa protectora que ayuda a retener la humedad en el suelo durante los secos meses de verano. Algunos de los viñedos más prestigiosos de la zona, como Chateau Rayas, tienen viñas de aspecto más tradicional, sin los galets. A menudo se trata de viñedos situados en laderas orientadas al sur, donde el calor que por las noches emana de las piedras sería contraproducente para las vides y causaría un exceso de maduración de las uvas.

## Vino

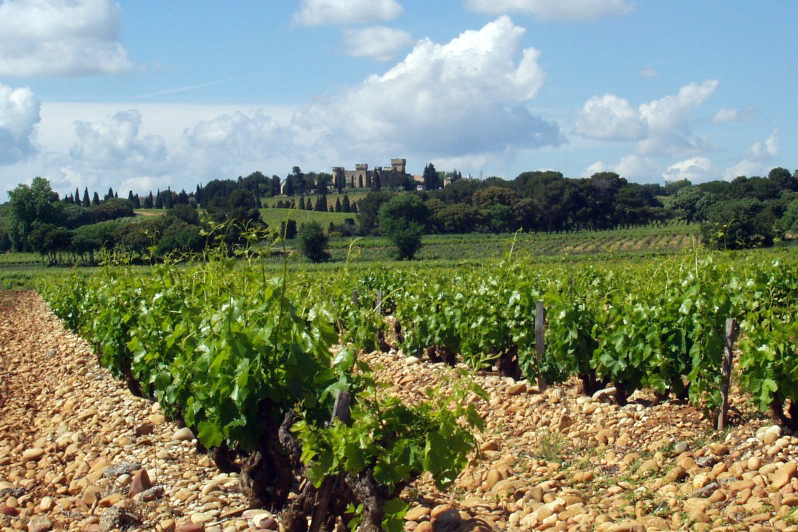
Viñedo de la denominación Châteauneuf-du-Pape, mostrando la presencia de galets.

La mayoría de los vinos que se producen son tintos, con trece diferentes variedades de uva permitidas por la normativa de la denominación: variedades tintas como grenache, syrah, mourvèdre, cinsaut, counoise, terret noir, muscardin y vaccarèse, y variedades blancas clairette, roussanne, picpoul, picardan y bourboulenc. Si la uva garnacha se separa en dos variedades, grenache blanc y grenache noir, el número de uvas permitidas ascendería a catorce. Es común cultivar las cepas como gobelets. En la mayor parte de los Châteauneuf-du-Pape tintos, la grenache noir es la variedad más común, aunque algunos productores usan una proporción más alta de mourvèdre. La grenache produce un mosto dulce con una consistencia casi de mermelada cuando está muy maduro. La syrah se mezcla para dar color y especia, mientras que la mourvèdre añade elegancia y estructura al vino. No hay restricciones en cuanto a las proporciones de las diferentes variedades, pero vinos monovarietales son muy infrecuentes. Algunos productores  insisten en usar al menos una proporción suficiente de las trece variedades permitidas en sus ensamblajes. La única bodega que cultiva las trce variedades y las usa consistententemente en una mezcla es Chateau de Beaucastel.
Los vinos tintos Châteauneuf-du-Pape a menudo se describen como con sabor a tierra y a caza con toques de alquitrán y cuero. Los vinos son considerados fuertes y tánicos en su juventud, pero mantienen su carácter rico y especiado al envejecer. Los vinos a menudo muestran aromas de hierbas secas comunes en Provenza con el nombre de garrigue. Aunque generalmente se consideran vinos con cuerpo y poderosos, los vinos usualmente tienen menos tanino que los dominados por la syrah del norte del Ródano, y tienden a tener aromas de frutas rojas (como frambuesa más que de frutas negras. En Châteauneuf-du-Pape tinto dominado por mourvèdre tiende a ser más altos en tanino y requerir una mayor estancia en bodega antes de estar disponibles. Los vinos normalmente se empaquetan en unas botellas de vino muy oscuras y distintivas, con el sello papal en relieve.
El Châteauneuf-du-Pape blanco, que es menos del 10% de la producción, se hace con una mezcla de cinco variedades permitidas, siendo la más usada la grenache blanc. Algunas bodegas hacen un vino varietal, con roussanne, que se madura en barrica de roble. La mayor parte de los blancos se elaboran para consumirse de jóvenes. Algunos blancos Châteauneuf-du-Pape se pretenden para envejecer y tienden a desarrollar aromas exóticos y perfume a peladura de naranja después de 7-8 años. Esta denominación de origen tiene prohibida la elaboración de vino rosado.

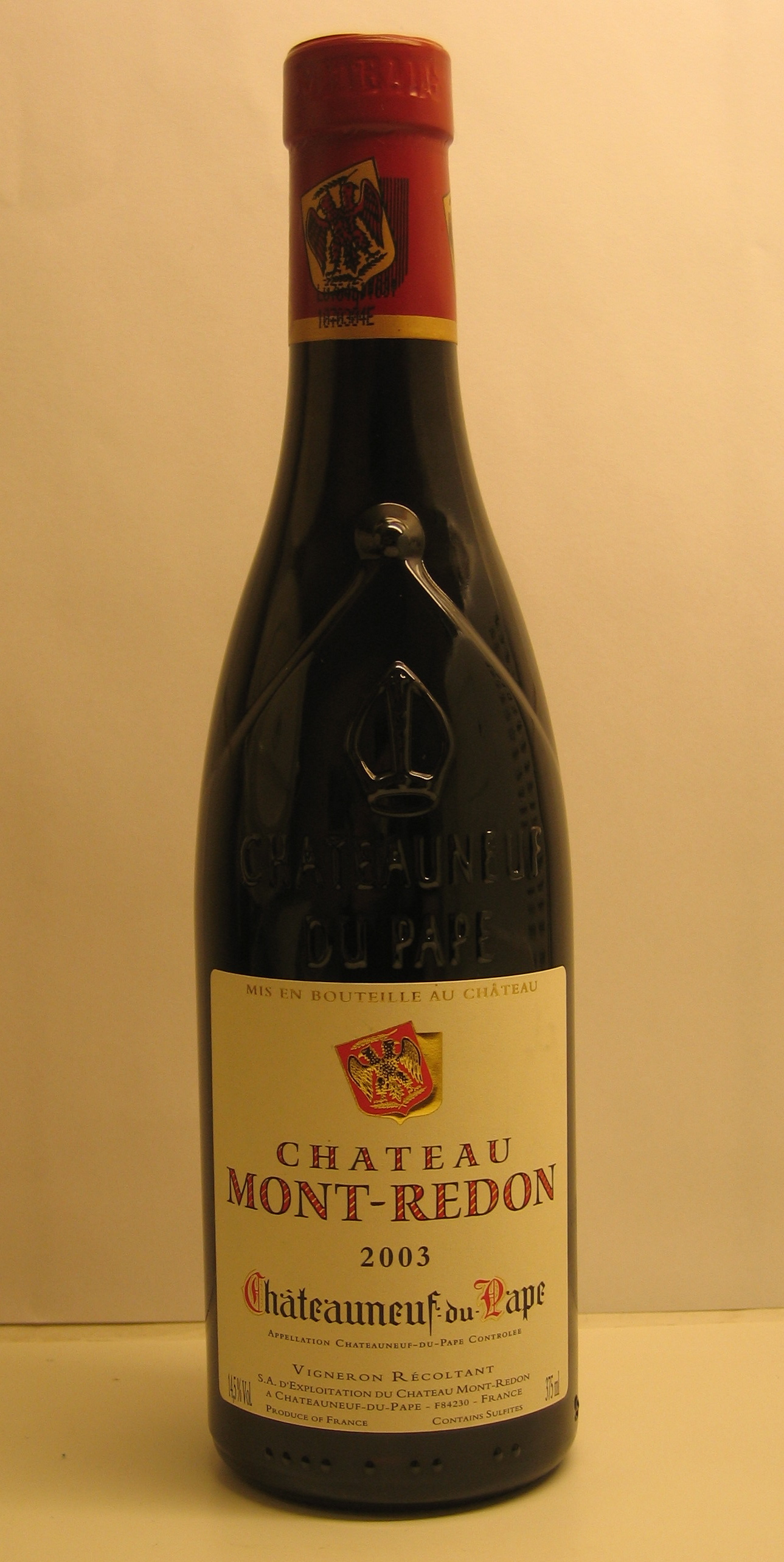
Una botella de Châteauneuf-du-Pape tinto. La mayor parte de las botellas tienen una plantilla en relieve, en este caso con una mitre, pero otras con símbolos papales como las llaves cruzadas.

### Estilos de vino
Los tintos Châteauneuf-du-Pape suelen tener mucho alcohol, normalmente 13-15%, y debe ser un mínimo de 12,5% con las normas de la denominación de origen, sin que se permita chaptalización. La elaboración de vino en la región tiende a centrarse en equilibrar los altos niveles de azúcar en la uva con los taninos, y fenoles que son normales en el Châteauneuf tinto. Después de la vendimia, rara vez se quitan los tallos de los racimos de uva antes de la fermentación. Las temperaturas de fermentación se mantienen altas, bombeando y pinchando los hollejos para obtener más taninos y color, de manera que se consiga el oscuro color característico del Châteauneuf. Desde los setenta, las tendencias del mercado hacia vinos más ligeros y afrutados que se pueden beber antes han impulsado a algunas bodegas a experimentar con la maceración carbónica. Bajas cosechas se consideran críticas para el éxito del Châteauneuf-du-Pape con las principales variedades de uva tendiendo a hacer vino delgado y blando cuando se produce en más altas cantidades. La normativa AOC limitan el rendimiento a casi la mitad de lo que se permite en Burdeos.
La técnica habitual de usar pequeñas barricas de roble no se usa ampliamente en la zona de Châteauneuf-du-Pape, en parte debido a que la principal uva, grenache, tiende a la oxidación en los toneles de madera porosa. En lugar de ello, la grenache se vinifica en grandes tanques de cemento, mientras que otras variedades de uva se hacen en grandes toneles llamados foudres que no proporcionan las mismas características de roble que las pequeñas barricas.

## Historia
Châteauneuf-du-Pape puede traducirse de manera aproximada como "Castillo nuevo del papa" y, de hecho, la historia de esta denominación está firmemente vinculada a la historia del papado. En 1308, el papa Clemente V, anterior arzobispo de Burdeos, trasladó el papado a la ciudad de Aviñón. Clemente V y los posteriores "papas de Aviñón" eran muy aficionados a los vinos de Borgoña e hicieron mucho por promocionarlos durante los 70 años que duró el Papado de Aviñón. En aquella época, los viñedos alrededor de Aviñón eran todo menos ilustres. Al tiempo que los Papas de Aviñón hicieron mucho por la fama de los vinos de Borgoña, también promovieron la viticultura de la región de alrededor, más específicamente la zona a 5-10 km al norte de Aviñón cercana a las orillas del río Ródano.  Antes del papado de Aviñón, la viticultura de la zona se había iniciado y mantenido por los Obispos de Aviñón, generalmente para consumo local.
A Clemente V le sucedió Juan XXII quien, además de vino de Borgoña, bebía regularmente los vinos de los viñedos del norte e hizo mucho por mejorar allí las prácticas viticultoras. Bajo Juan XXII, los vinos de esta zona fueron conocidos como "Vin du Pape", término que más tarde sería sustituido por Châteauneuf-du-Pape. Juan XXII es también el responsable de la erección del famoso castillo que permanece como símbolo de la denominación.
En el siglo XVIII, los vinos se transportaban con el nombre de vin d'Avignon. Documentos de principios del XIX mencionan vinos con el nombre de Châteauneuf-du-Pape-Calcernier que parece ser un vino de estilo más ligero que el Châteauneuf-du-Pape actual. Parecen haber incrementado su reputación dentro de Francia hasta que la plaga de filoxera les afectó a principios de los años 1870, que fue antes que la mayor parte de las regiones de Francia. Antes de la Primera Guerra Mundial el grueso de Châteauneuf-du-Pape se vendía a Borgoña como vin de médecine para añadir al vino de Borgoña para aumentar la fortaleza y los niveles de alcohol.

### Primera normativa AOC
A principios del siglo XX, Châteauneuf-du-Pape estaba dominada por el fraude en el vino; varias normas para la producción de Châteauneuf-du-Pape, elaboradas y promulgadas en 1923, fueron las primeras reglas de Appellation Contrôlée en Francia, y proporcionaron el prototipo para las posteriores normas AOC. Las normas AOC originales permitían diez variedades, y se modificaron para permitir las actuales trece en 1936. El barón Pierre le Roy de Chateau Fortia fue el principal arquitecto de estas reglamentaciones, que establecieron el mínimo nivel de alcohol de los vinos y establecieron límites de producción así como qué uvas se podían cultivar en qué zona. Otros de los requerimientos del barón fue que ninguna vid se plantara en tierras que no fueran suficientemente áridas para soportar las plantaciones de lavanda y tomillo.El 2 de noviembre de 1966 el decreto sería modificado generando la denominación particular Châteauneuf-du-Pape. Los productores de Châteauneuf-du-Pape han sido históricamente conocidos por su feroz protección hacia sus propiedades de viñedos, lo que según se dice provocó el decreto municipal de 1954 que prohibía que se sobrevolase el término municipal, despegasen o aterrizasen platillos volantes. En 2007, esta ley seguía en vigor.